# Литовская электростанция
Литовская электростанция (лит. Lietuvos elektrinė, ранее Литовская ГРЭС имени В. И. Ленина) — тепловая электростанция в г. Электренай (в 50 км от Вильнюса). Крупнейший производитель электричества в Литве. Установленная электрическая мощность — 1800 МВт (1955 МВт).
Топливом служат мазут и природный газ. Водоснабжение из искусственного водохранилища, созданного на базе местных озёр. Управление всеми технологическими процессами автоматизировано. 
Строительство электростанции, по проекту К. Бучаса и Б. Каспаравичене, началось 18 июня 1961 года
Сооружалась в две очереди: 1-я — 4 энергоблока по 150 Мвт и 2 по 300 Мвт, 2-я — 2 энергоблока по 300 Мвт. 
В сооружении ГРЭС участвовали 200 союзных предприятий. В 1968 г. достигнута проектная мощность 1-й очереди, в 1972 — 2-й. Рядом с был построен город Электренай. 
ГРЭС входила в объединённую энергосистему Северо-Запада СССР. Сейчас владелец ГРЭС — крупнейшая в Литве энергетическая компания Lietuvos Energijos Gamyba (с 2019 г. именуется Ignitis gamyba).
В 2015 году компания Lietuvos Energijos Gamyba вывела из эксплуатации энергоблоки номер 1 и 2; такое решение менеджеры компании приняли из-за того, что им потребуется более высокий уровень инвестиций в ремонт.

## Галерея

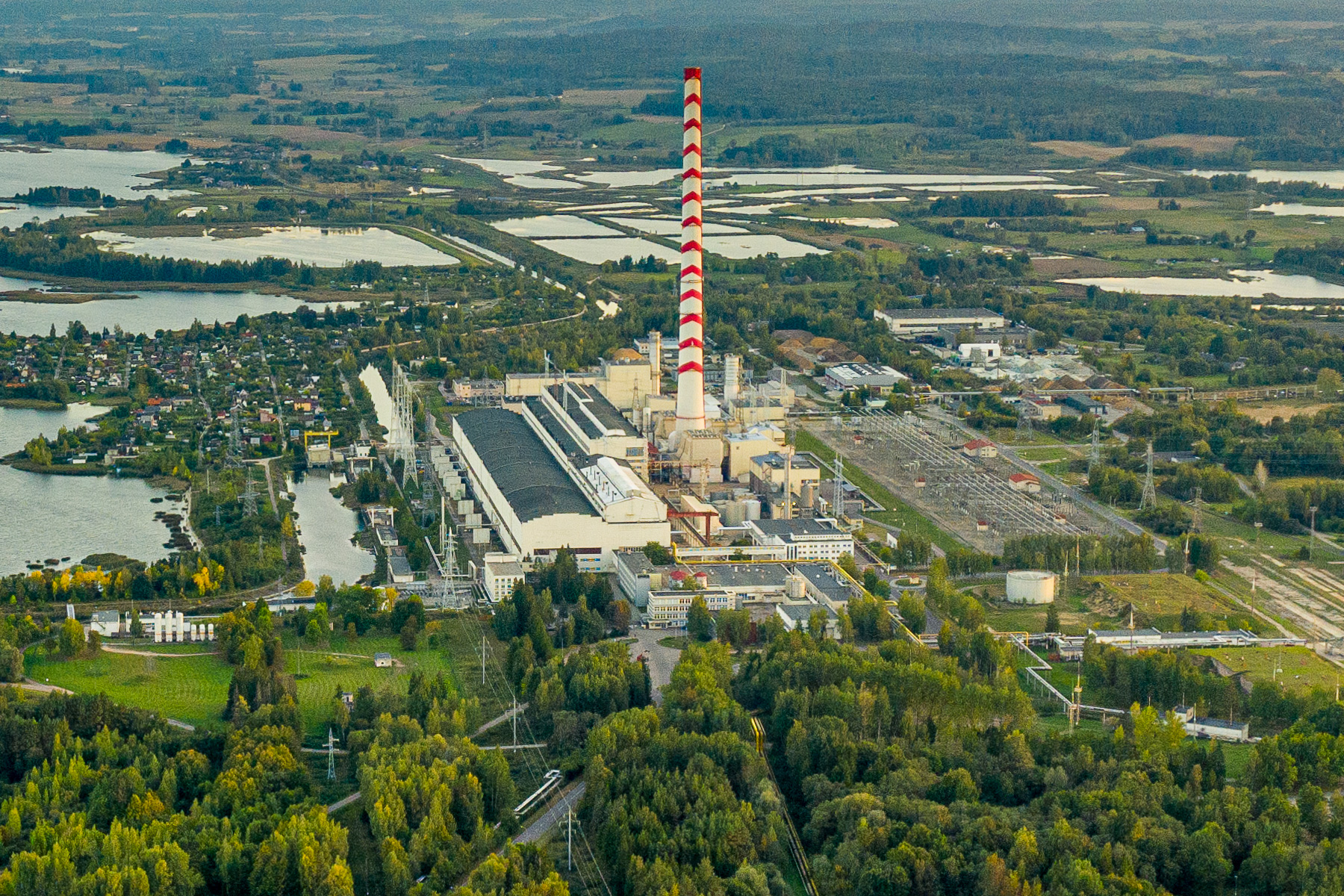
Вид с воздуха, 2023 г.
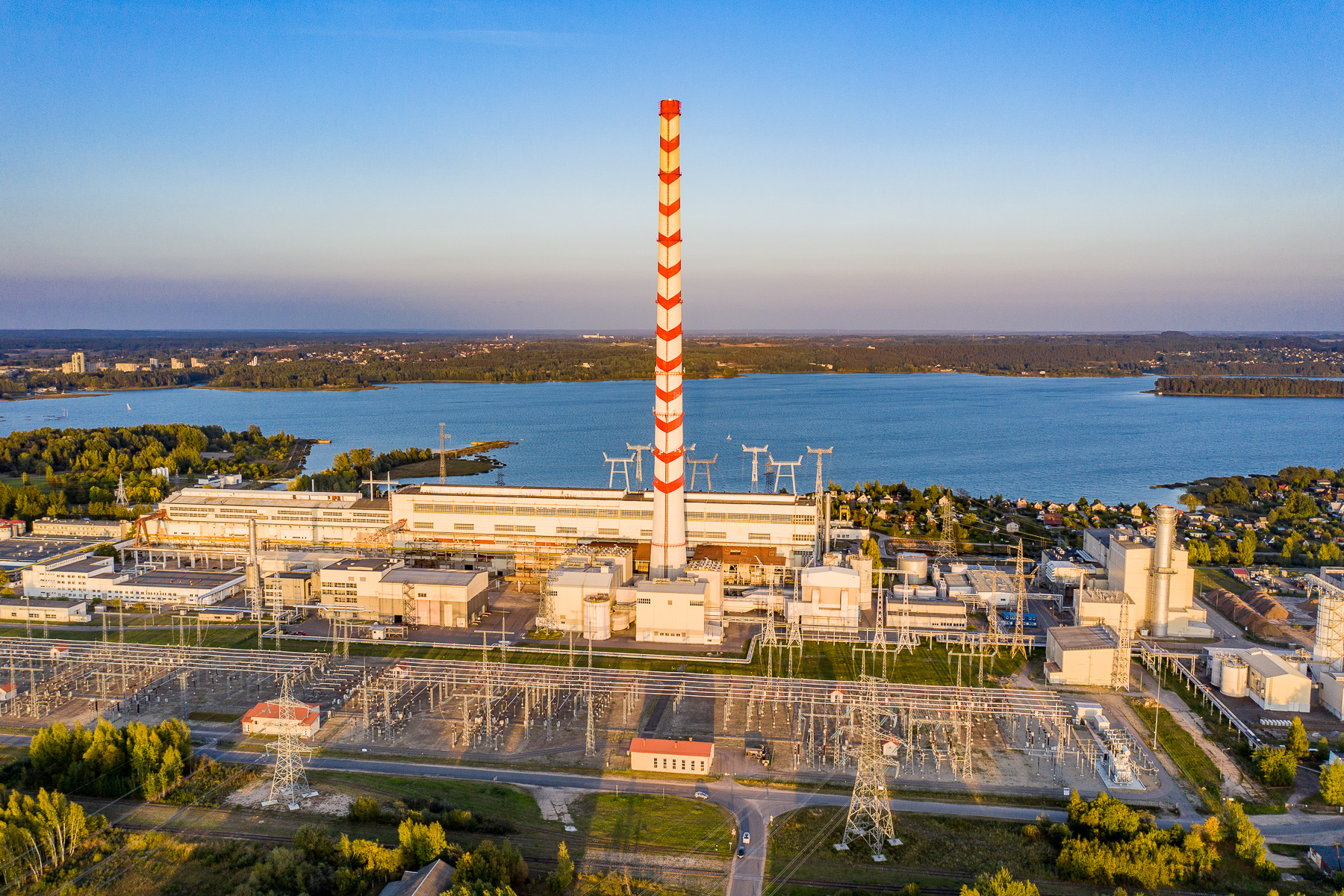
Вид с воздуха, 2023 г.